# Rångedala kyrka
Rångedala kyrka är en kyrkobyggnad i tätorten Rångedala strax öster om Borås. Den tillhör sedan 2014 Toarps församling (tidigare Rångedala församling) i Skara stift.

## Kyrkobyggnaden
En romansk stenkyrka av okänd ålder fanns sedan tidigare på platsen, men den revs. Nuvarande stenkyrka uppfördes åren 1847-1848 av byggmästare Peter Pettersson i Sandhult. Sydportalens sandstenskolonner från den tidigare kyrkan har återanvänts i den nya.  
Kyrkan består av ett långhus med sydvästlig-nordöstlig orientering. Vid nordöstliga kortsidan finns ett rundat kor med ljusinsläpp från stora rundbågsfönster. Vid sydvästliga kortsidan finns det lanterninprydda tornet med ingång. Nordväst om koret finns en vidbyggd sakristia. Åren 1980-1981 renoverades kyrkan och interiören fick ljusare färgsättning än tidigare. Under läktaren anordnades ett andaktsrum och ett samtalsrum. Återinvigningen ägde rum på påskdagen 1981. 

## Inventarier

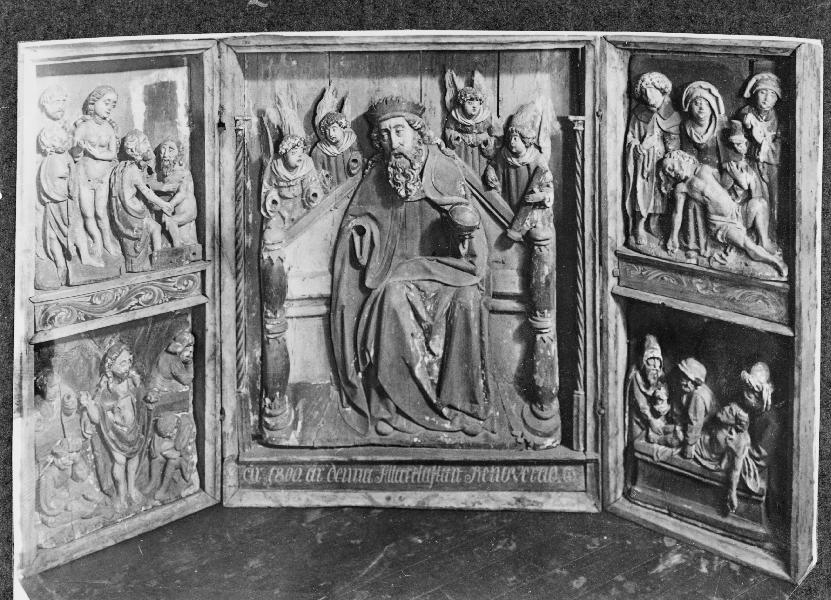
Altarskåpet.

- Det finns två bevarade cuppor av sandsten, tillverkade under 1100-talet, varav den ena tjänar som fot. Höjd: 39+39 cm. Upphovsman är stenmästaren Andreas, som är känd till namnet genom att han signerat två av sina dopfuntar: de som ursprungligen tillhört Gällstad och Finnekumla kyrkor, idag på Statens historiska museum. Cuppa 1 är cylindrisk med skrånande undersida. Runt livet uppe och nere utsparade band. Däremellan en fris av flätornament. På undersidan en krans med ritsade, uppåtriktade fjäll. Centralt uttömningshål. Cuppa 2 är cylindrisk med skrånande undersida. Upptill ett utsparat band och nedtill en dubbel rundstav. Däremellan ringkedjor och flätornament.  Centralt uttömningshål.[1]
- Predikstolen är ungefär samtida med kyrkan och är utförd av Lars Hansson från Holmen i socknen. Den är målad i vitt, grått och guld med symbolerna för dopet, lagen, lidandet och försoningen.
- Altartavlan är gjord av Anders Gustaf Ljungström och skänkt till kyrkan 1857. Motivet är "Christi förklaring", Jesus på förklaringsberget tillsammans med Mose, profeten Elia och lärjungarna Petrus, Jakob och Johannes nedtill. Tavlan blev uppsatt i augusti 1857. Möbelhandlare Pettersson i Göteborg skänkte ramen till tavlan samtidigt.[2]
- Kyrkans altarskåp från 1500-talets början är deponerat vid Borås museum.

## Klockor
Kyrkan har två senmedeltida klockor. Båda är utan inskrifter.
- Storklockan är av en senmedeltida normaltyp.
- Lillklockan är smalare och sannolikt äldre. Den kallas Karin.

### Orglar
- 1867 byggde Erik Adolf Setterquist, Örebro, en orgel med stum fasad. Den blev besiktigad 23 juni 1867 av musikdirektör Johan August Mankell, domkyrkoorganist i Skara.[4] Den var en gåva av rådman A. P. Ehrenqvist (f. 1799) i Borås.[5]
- På läktaren i sydväst finns en orgel levererad 1970 av Tostareds Kyrkorgelfabrik. Den har totalt 35 fasadpipor (9+3+11+3+9), varav 17 stumma pipor i mitten och 18 ljudande fasadpipor från Principal 4´(I) i ytterfälten. Orgeln har sjutton stämmor fördelade på två manualer och pedal. Fasaden från 1867 var stum före ombyggnationen 1970.[6]

Korogel
I koret, till höger om altaret, finns en orgel tillverkad 1981 av Robert Gustavsson Orgelbyggeri AB, Härnösand. Den har sex stämmor fördelade på manual och pedal.